# Sporting Atletiekclub Neerpelt
Sporting Atletiekclub Neerpelt (SACN) is een Belgische atletiekclub uit Neerpelt, aangesloten bij de VAL.

## Geschiedenis
Op 6 februari 1978 ontstond Sporting Atletiekclub Neerpelt. Aan de basis van deze stichting lagen bestuurders van Sporting Neerpelt. Bij de stichting werd er een nieuwe kunststofpiste aangelegd.

## Accommodatie
Sporting Atletiekclub Neerpelt is gevestigd in Sportcentrum Dommelhof, op het Provinciaal Domein Dommelhof. Zij beschikken hier over een kunststofbaan met 8 banen.

## Wedstrijden
Elk jaar organiseert Sporting Atletiekclub Neerpelt De Dommelloop, een veldloop die deel uitmaakt van het Limburgs Crosscriterium. Deze veldloop gaat deels door het Klankenbos van Pelt. Daarnaast organiseren zij in de zomer verschillende meetings op hun atletiekbaan.

## Bekende (ex-)atleten
- Ivo Claes
- Andreas Smout
- Tom Vanchaze
- Max Vlassak